# Glukometr

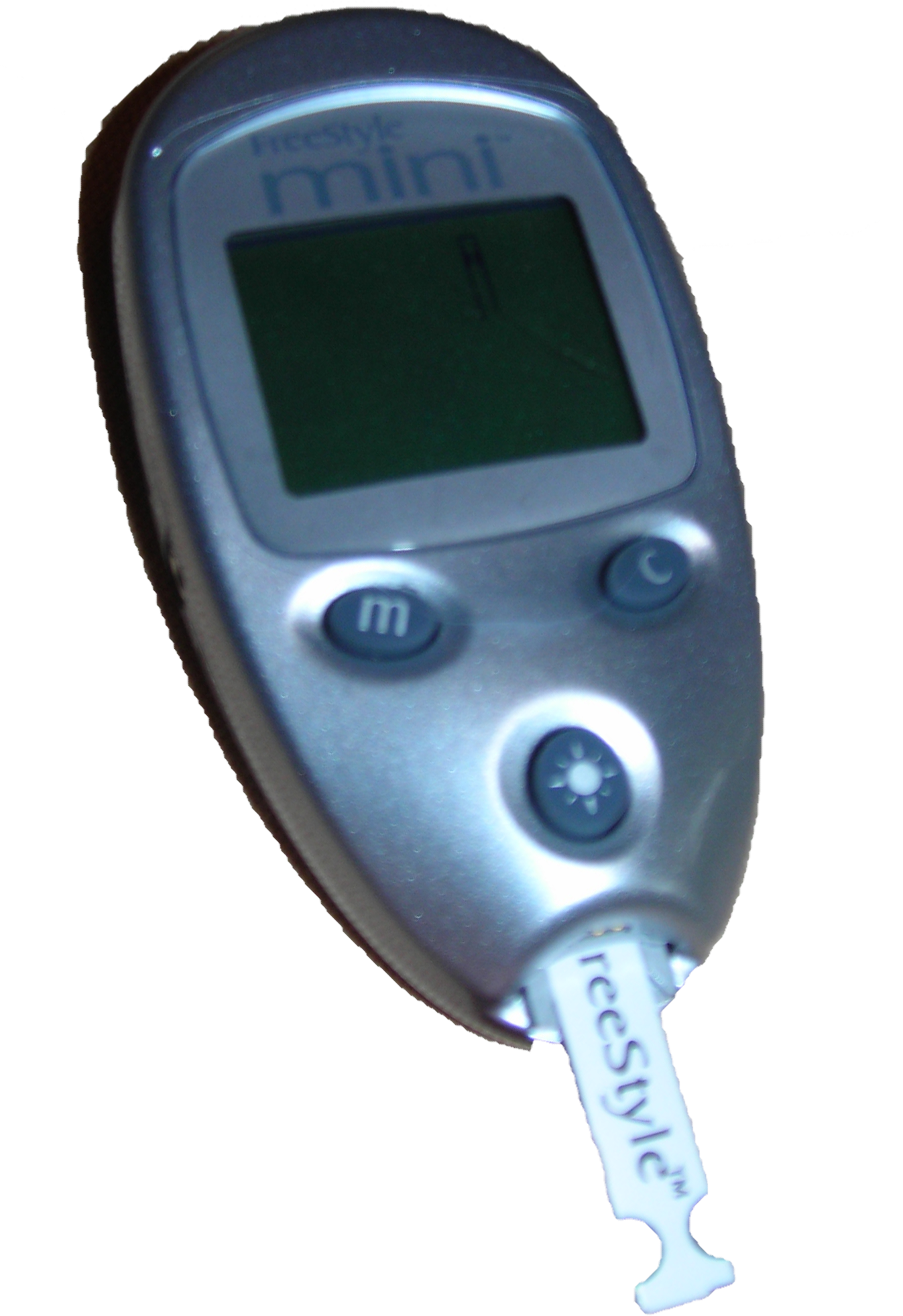
Glukometr

Glukometr – medyczne, przenośne urządzenie diagnostyczne służące do pomiaru i bieżącego odczytu poziomu glukozy we krwi włośniczkowej, pobieranej zwykle z opuszków palców lub płatków uszu (niektóre modele glukometrów umożliwiają również pomiar stężenia glukozy w osoczu krwi).
Wykorzystywane są specjalne paski testowe z wtopionymi elektrodami lub odczynnikiem chemicznym. Prawidłowe stężenie cukru we krwi (określane na czczo) powinno wynosić 70–120 mg/dl (czytaj: miligramów na decylitr) (lub 3,9-6,6 mmol/l; czytaj: milimoli na litr).
Procedura pomiaru jest maksymalnie uproszczona i powinna być bez problemów wykonywana przez pacjentów lub rodziny chorych na cukrzycę. Umożliwia to domowe monitorowanie leczenia cukrzycy.